# كيث وود
كيث وود (بالإنجليزية: Keith Wood)‏ (و. 1972  م) هو لاعب اتحاد الرغبي، ورائد أعمال، وصحفي، وقاذف، من جمهورية أيرلندا، ولد في مقاطعة كلير، يلعب كصائد ‏.

## التعليم
تعلم في كلية القديس مونشين ‏.

## روابط خارجية
- كيث وود عل موقع إسبنسكروم (الإنجليزية)
- كيث وود على موقع ItsRugby.co.uk (الإنجليزية)